# رضا الطالباني
وهو الشيخ العلامة أبو عبد الله رضا الطالباني من أعلام شعراء بغداد، وأدبائها المعروفين، ومن علماء الصوفية، ولد عام 1250 هـ/1835م في قرية قرخ من توابع مدينة جمجمال، ونسبه من سلالة قبيلة طالباني المعروفة في شمال العراق، وكان خبيرا بآداب العرب والأتراك والفرس والأكراد، ولهُ مؤلفات في لغاتهم، وكان مكثرا في الشعر مع جزالة في اللفظ، وسمو في المعنى، ولهُ مجاميع أدبية ومؤلفات شعرية جميلة، ومنها مؤلفات في الهجاء للرد على الشاعرين معروف الرصافي وجميل صدقي الزهاوي، وقد جمع شعره في هذا الباب (أي باب الهجاء) الأستاذ عطا الخطيب، وكان للشيخ رضا الطالباني مجلس علمي وأدبي يعقده في الحضرة الكيلانية، ويحضره علماء بغداد وأدبائها يتساجلون فيه بالشعر ويعرضون فيهِ مسائلهم الأدبية والعلمية.

## وفاته
توفي رضا الطالباني في عام 1327 هـ/1909م، وشيع في موكب حافل ودفن في مقبرة الحضرة الجيلانية، في جانب الرصافة من بغداد.

## من أولاده
وقد أعقب الشيخ رضا في مجلسهِ ولدهُ الشيخ عبد الله الطالباني، والذي عين عضوا في المجلس العلمي في مديرية أوقاف بغداد في العهد الملكي، وعرف عنهُ التقوى والصلاح وسلك مسلك التصوف على الطريقة القادرية، وتصدر لنفع الناس وارشادهم في التكية الواقعة في الميدان غرب جامع المرادية، وتوفي عام 1360 هـ/1941م.